# Elisabeth Sickl
Elisabeth Sickl (* 13. Jänner 1940 in Wien) ist eine ehemalige österreichische Politikerin (FPÖ) und Bundesministerin.

## Leben
Elisabeth Sickl besuchte ein Realgymnasium und bestand im Jahr 1958 die Matura. Das Studium der Rechtswissenschaften an der Universität Wien schloss sie im Jahr 1966 als Dr. iur. ab. 1969 legte sie die Lehramtsprüfung für das Lehramt an mittleren und höheren Schulen ab.
In der Folge widmete sie sich beruflich der Lehrtätigkeit an verschiedenen berufsbildenden mittleren und höheren Schulen. 1990 wurde sie an der Handelsakademie, Handelsschule und dem Bundesoberstufenrealgymnasium Feldkirchen, wo sie von 1974 bis 1994 unterrichtete, Direktorin.
Der Sohn der ehemaligen Politikerin ist ebenfalls bei der FPÖ und von dieser im Stadtrat der Stadt Graz. Schon vor seiner Angelobung wurde bekannt, dass er nicht nur beim Freiheitlichen Akademikerverband Steiermark in leitender Funktion ist, sondern auch Mitglied bei der Nationalistischen Front war.

## Politik
Politisch aktiv wurde Elisabeth Sickl als Abgeordnete für die FPÖ im Kärntner Landtag, dessen Dritte Präsidentin sie von 1999 bis 2000 war. In den Jahren 1994 bis 1999 war sie Kärntner Landesrätin für Umweltschutz.
Im Februar 2000 folgte sie Lore Hostasch als Bundesministerin für Arbeit, Gesundheit und Soziales. Durch Umstrukturierung – Verlegung der Aufgaben des Frauenministeriums ins Sozialministerium – wurde sie im April desselben Jahres Bundesministerin für soziale Sicherheit und Generationen. Bereits am 24. Oktober 2000 musste sie ihr Amt auf Wunsch der Partei verlassen. Nachfolger wurde Herbert Haupt.
Elisabeth Sickl zog sich auf das Schloss Albeck bei Sirnitz (Kärnten) zurück, das sie im Jahr 1987 erworben, renoviert und zu einem Kulturzentrum ausgebaut hatte.